# Jaroslav Varhulík
Jaroslav Varhulík (24. srpen 1882 Poštovice – 18. února 1939 Litoměřice) byl český katolický kněz, sídelní kanovníkelitoměřické kapituly v letech 1930–1939.

## Život
Kanovník Varhulík patří mezi prvorepublikové sídelní kanovníky litoměřické katedrální kapituly. Instalován za kanovníka byl 31. března 1930. Byl biskupským tajemníkem 15. litoměřického biskupa Josefa Grosse. Za 16. litoměřického biskupa Antonína Webera, který spravoval litoměřickou diecézi v neklidných dobách sílícího německého národního socialismu v severních Čechách, pracoval na biskupské konzistoři. Česká národnost kanovníka Varhulíka byla ovšem "trnem v oku", převážně německy mluvící diecézi, včetně nacisticky smýšlejícího kléru. Biskup Weber měl Varhulíka, který byl ubytován v Litoměřicích, Dómské náměstí č.p. 8, za blízkého spolupracovníka. Weber se snažil, ač Němec, mít kolem sebe celou skupinu českých kněží, aby mohl sloužit oběma národnostem. Předčasná smrt Varhulíka zřejmě zachránila před osudem, který by ho od nacistů, jako v případě jeho kolegy Msgre. Šelbického, zřejmě čekal.